# Magnetblasenspeicher
Magnetblasenspeicher ist eine Art von Computer-Datenspeicher, bei dem ein dünner Film eines magnetisierbaren Materials zum Einsatz kommt, in dem sich kleine magnetische Bereiche, die sogenannten Blasen (englisch Bubbles) befinden. Jede dieser Blasen speichert ein Bit Daten. Der Magnetblasenspeicher galt in den 1970er Jahren als vielversprechende Technologie, geriet aber in den 1980er Jahren bald gegenüber den Festplatten kommerziell ins Hintertreffen.

## Vorgeschichte: Twistorspeicher

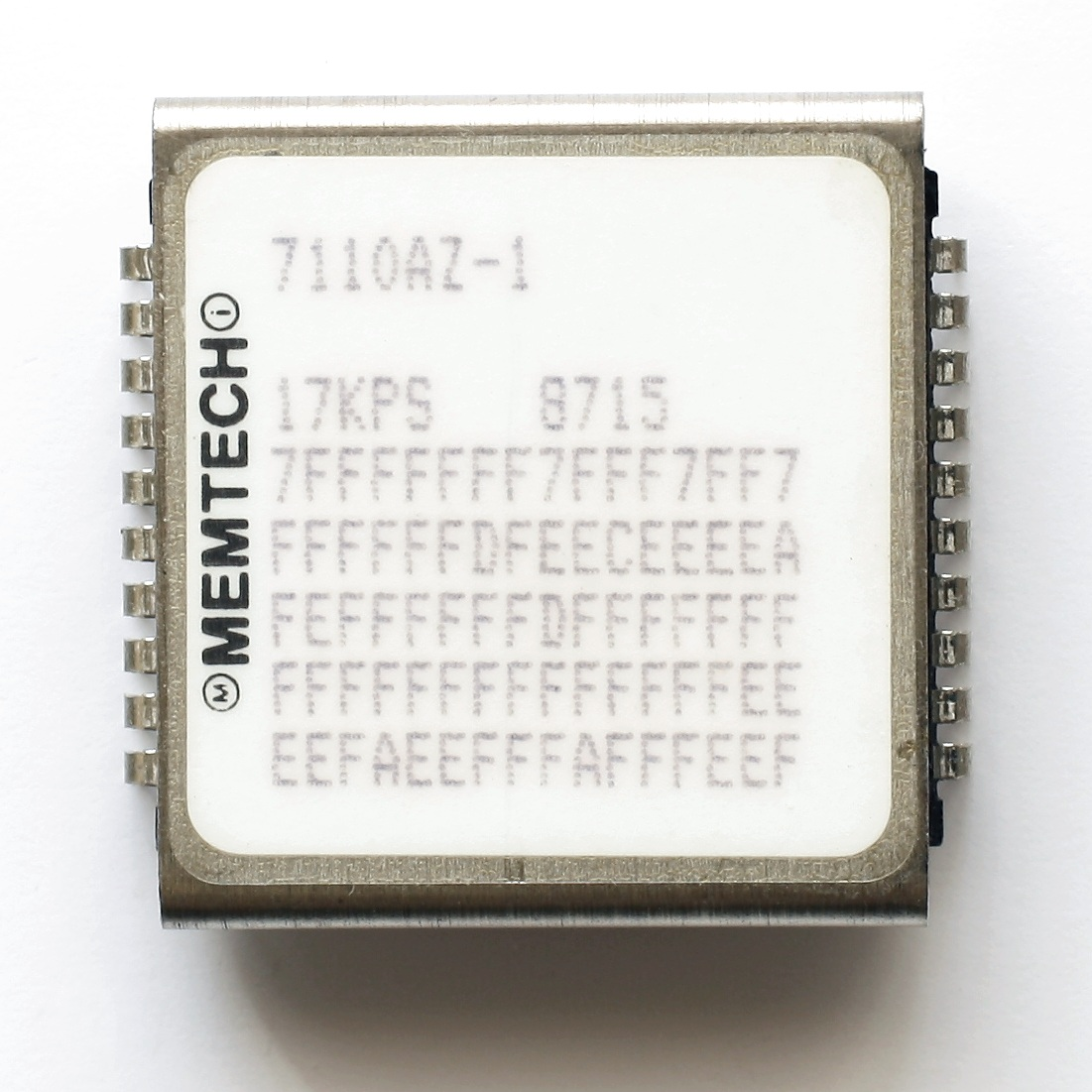
Magnetblasenspeicher

Der Magnetblasenspeicher ist im Wesentlichen das Werk einer einzigen Person, Andrew Bobeck. Bobeck hatte in den 1960er Jahren an verschiedenen Projekten in Zusammenhang mit Magnetismus gearbeitet, von denen zwei ihn für die Entwicklung des Magnetblasenspeichers prädestinierten. Dabei handelte es sich um das Magnetkernspeicher-System, welches über einen Transistor-basierten Controller gesteuert wurde, und den Twistor-Speicher.
Twistorspeicher basiert auf Magnetostriktion, einem Effekt, durch den Magnetisierungsmuster bewegt werden können. Wenn ein solches Muster beispielsweise auf Magnetband gespeichert ist, durch das anschließend elektrischer Strom geleitet wird, so bewegt sich das Muster als Ganzes in Stromflussrichtung. Durch Platzieren eines Detektors an einer Stelle über dem Band kann die gespeicherte Information sukzessive ausgelesen werden, ohne dass sich das Band physisch bewegt. Es handelt sich beim Twistorspeicher also um ein unbewegliches Analogon des Trommelspeichers. In den 1960er Jahren wurde der Twistorspeicher vom amerikanischen Konzern AT&T in einer Reihe von Geräten eingesetzt.
Im Jahre 1967 stieß Bobeck zu einem Entwicklungsteam der Bell Laboratories und begann mit Verbesserungsarbeiten am Twistorspeicher. Sein Ziel dabei war, mithilfe eines Materials, in dem sich Magnetisierungsmuster nur in eine Richtung bewegen können, eine 2D-Version des Twistorspeichers zu konstruieren. Die Muster sollten an einer Seite des Materials eingeschrieben und anschließend wie im Twistorspeicher elektrisch bewegt werden. Wegen der richtungsgebundenen Beweglichkeit wäre dabei die Bildung von Spuren (Tracks) zu erwarten.

## Magnetblasen

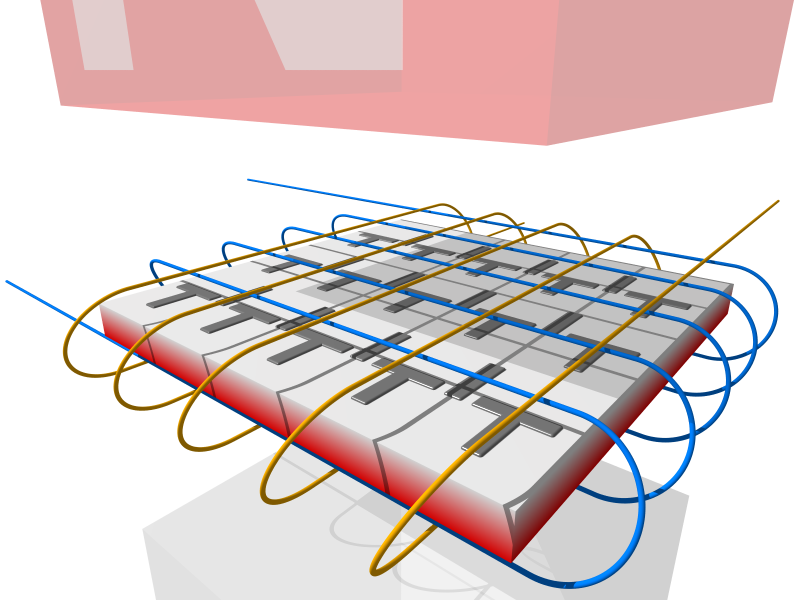
Aufbau eines Magnetblasenspeichers mit Steuermuster

Bobeck begann seine Materialsuche mit Orthoferrit. Dabei bemerkte er einen interessanten Effekt: Legt man ein externes Magnetfeld an ein Magnetisierungsmuster in diesem Medium an, so kontrahiert der Bereich zu einem kleinen Kreis, den Bobeck als Blase (englisch: bubble) bezeichnete. Diese Blasen waren viel kleiner als die Magnetisierungsdomänen normaler Speichermedien wie Magnetband, sodass viel höhere Speicherdichten möglich erschienen.
Nach längerer Experimentierzeit erwies sich Granat als mit den besten Eigenschaften ausgestattet. Die Blasen bildeten sich leicht und waren gut beweglich. Es blieb jedoch schwierig, sie zum Auslesen der Daten gezielt an die Stelle des Detektors zu bewegen. Anders als im eindimensionalen Twistorspeicher standen nunmehr zwei Dimensionen zur Verfügung, und die laterale Bewegung der Bläschen war das Problem. Die Lösung war das Aufbringen eines Musters kleiner magnetisierbarer Felder auf die Granatoberfläche. Bei Anlegen eines schwachen Magnetfeldes wurden sie magnetisch, und die Blasen bleiben an ihrem einen Ende „kleben“. Durch Feldumkehr werden die Blasen zum anderen Ende, durch erneute Umkehr zum nächsten Feld in Linie transportiert. 
Eine Speichereinheit besteht aus aufgereihten kleinen Elektromagneten als Schreibköpfe an einem Ende der Speicherschicht und Detektoren am anderen Ende. Eingeschriebene Blasen wandern langsam von einem Ende zum anderen, wobei sich benachbarte Lagen aus Twistorelementen bilden. Wird die Ausgabe der Detektoren wieder an die Schreibköpfe zurückgeleitet, so resultiert ein Zyklus, in dem die Informationen beliebig lange gespeichert werden können.

## Geschichte und Anwendungen

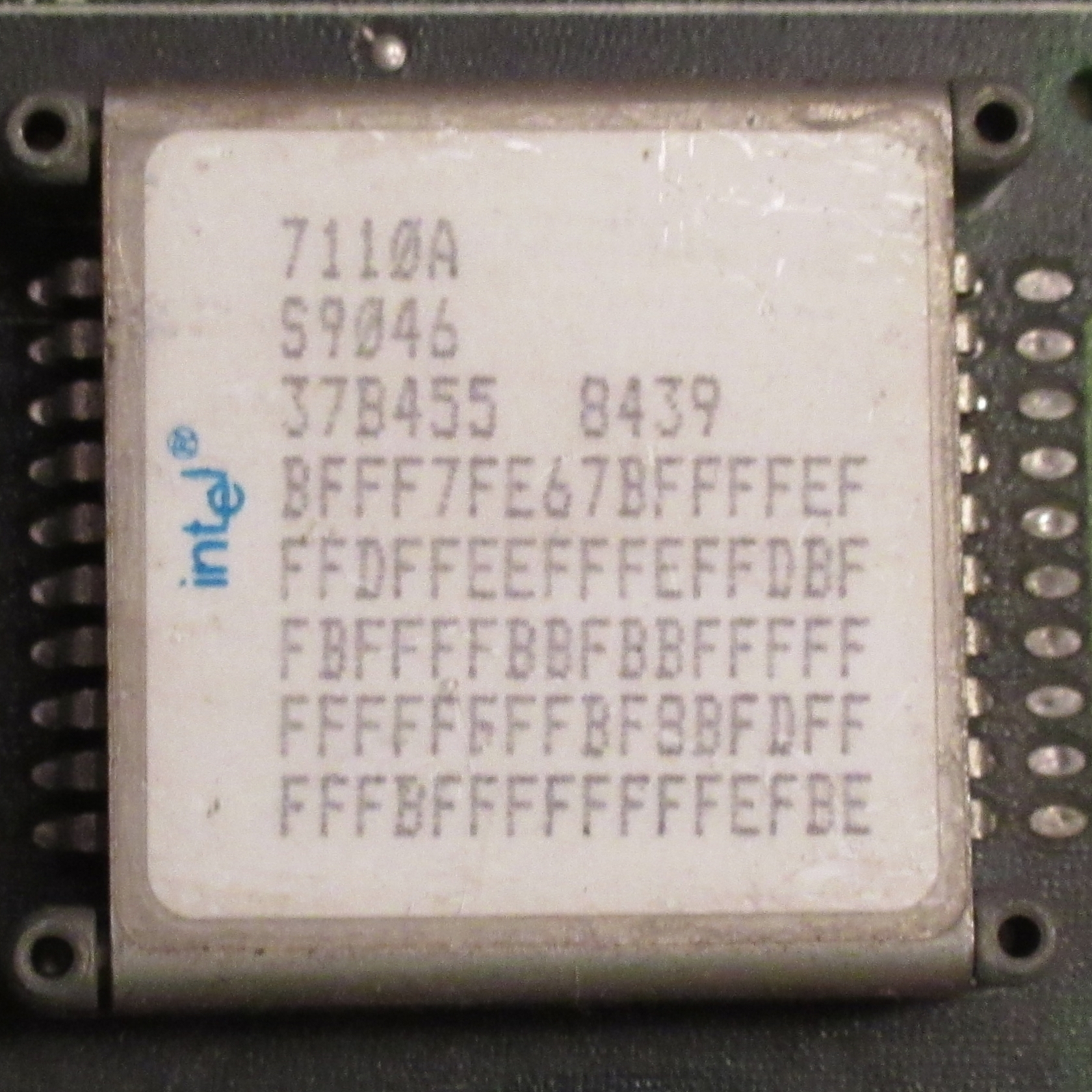
Magnetblasenspeicher Intel 7110

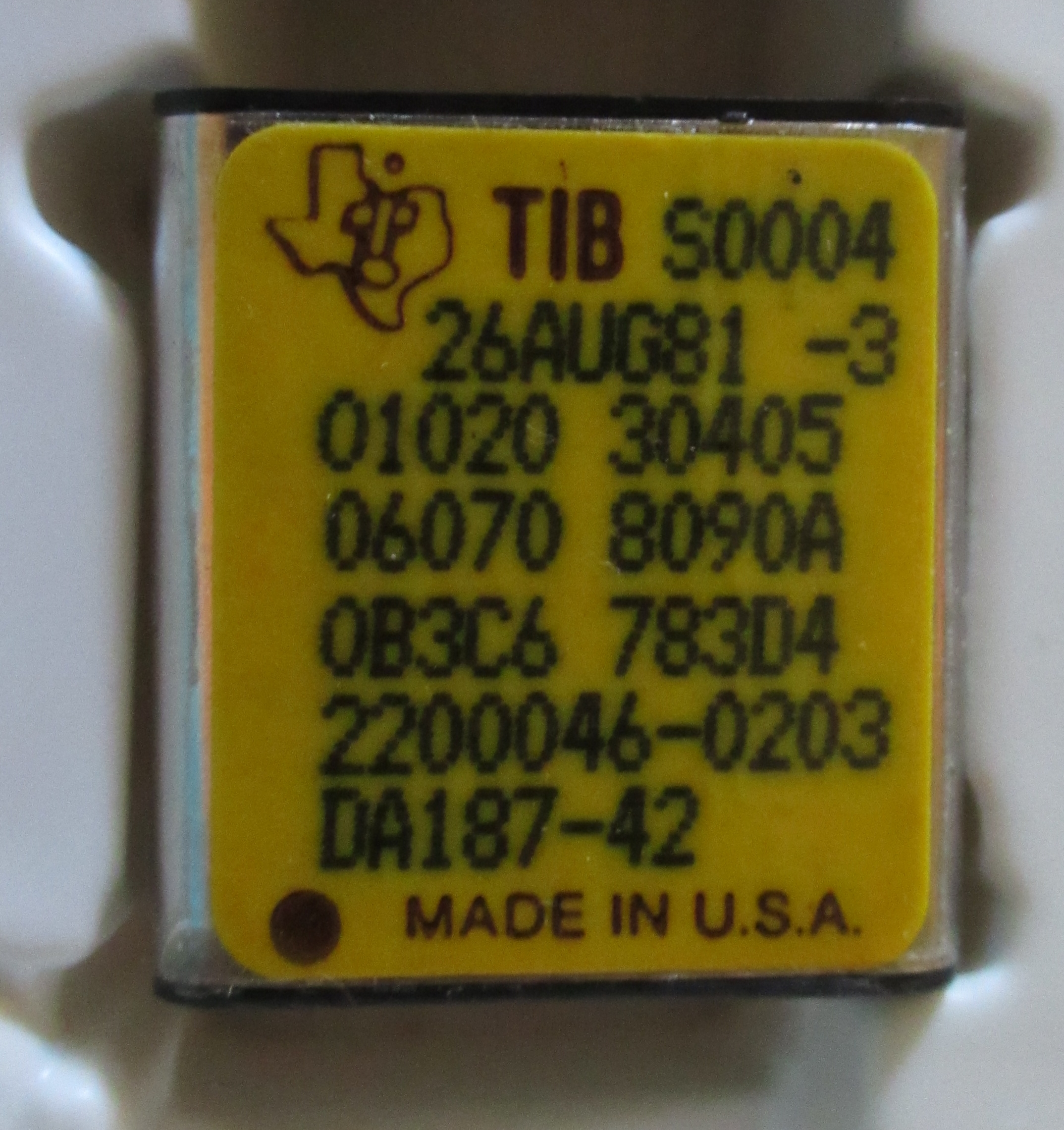
Magnetblasenspeicher von Texas Instruments

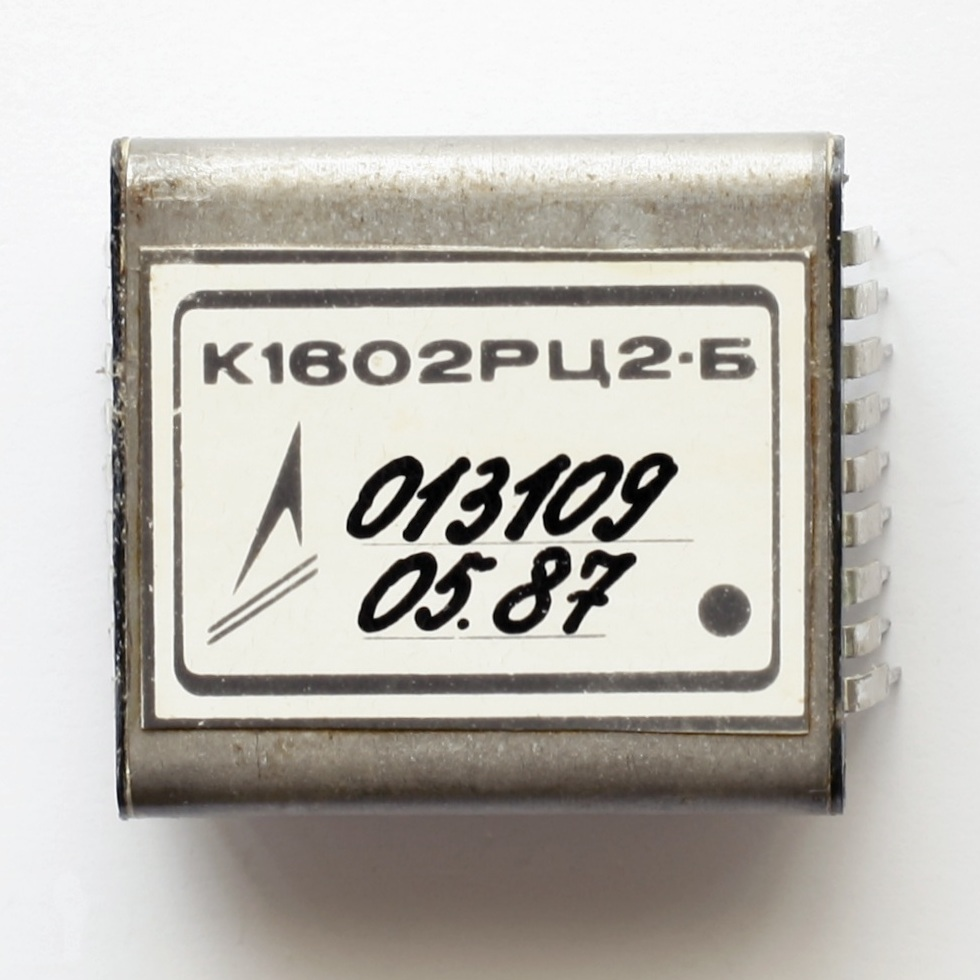
Magnetblasenspeicher aus der UdSSR

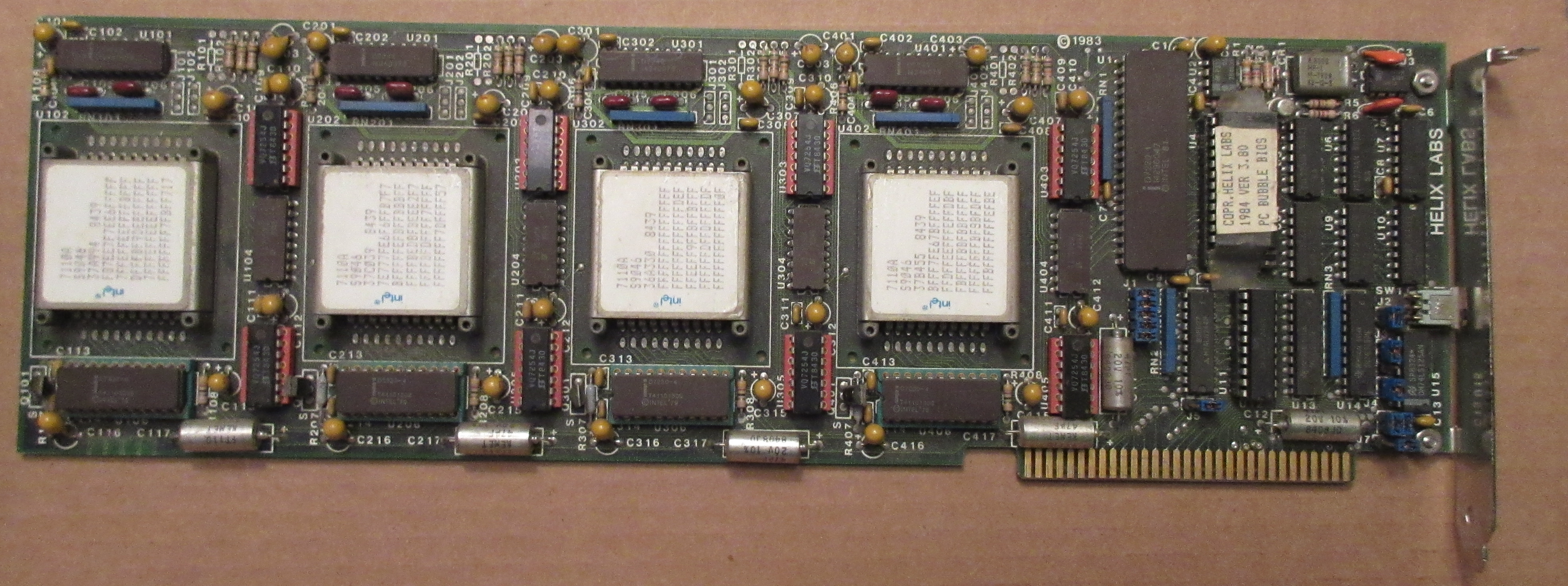
4 MBit Steckkarte für IBM XT mit 4× Intel 7110

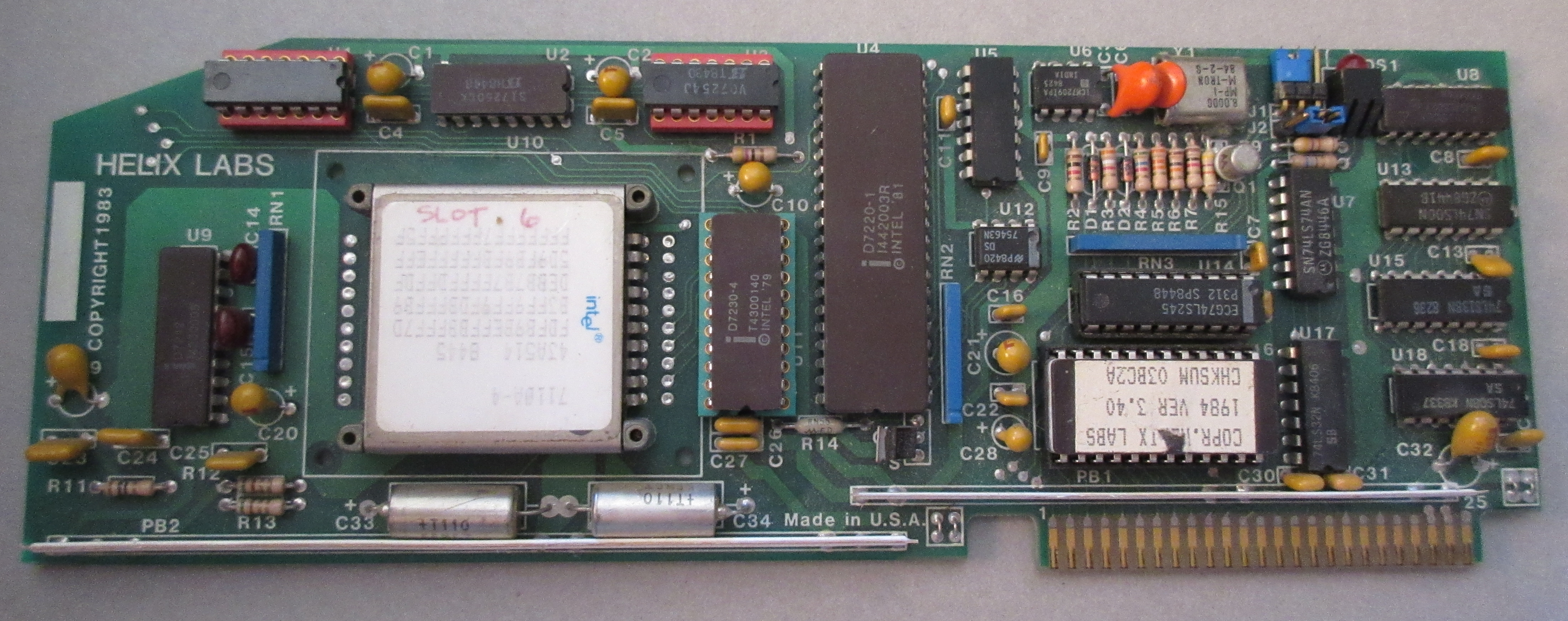
1 MBit Steckkarte für den Apple II und IIe mit 1× Intel 7110

Der Magnetblasenspeicher ist ein nichtflüchtiger Speicher. Selbst wenn der Strom abgeschaltet wird, bleiben die Bläschen erhalten, so wie auch die Magnetisierungsmuster auf einer Festplatte. Ein weiterer Vorteil ist das Fehlen mechanisch beweglicher Teile. Durch die geringe Größe der Bläschen lässt sich eine hohe Informationsdichte erzielen. Ein Nachteil hingegen ist die geringe Auslesegeschwindigkeit (Zugriffszeit ca. 500 Mikrosekunden). Bevor die Blasen bis zum Detektor gewandert sind, kann die Information nicht gelesen werden.
Bobecks Team war bald in der Lage, 4096 Bits pro Quadratzentimeter zu speichern, was der Speicherdichte der zu dieser Zeit üblichen Kernspeicher entsprach. Dadurch wurde das Interesse der Industrie in bedeutendem Umfang geweckt. Der Magnetbläschenspeicher schien sich als Alternative zu Kern-, Magnetband- und Diskettenspeicher anzubieten. Bis auf den Markt für Hochgeschwindigkeitsspeicher versprach der Magnetblasenspeicher, alle anderen Speicherarten zu ersetzen.
Mitte der 1970er Jahre arbeitete praktisch jede größere Elektronikfirma am Magnetblasenspeicher. Gegen Ende des Jahrzehnts waren mehrere Versionen auf dem Markt, und Intel lancierte seine eigene 1-Mebibit-Version (entspricht 128 KiB), den 7110. Anfang der 1980er Jahre jedoch erwies sich der Magnetblasenspeicher mit der Einführung der Festplatte mit höherer Speicherdichte und kürzerer Zugriffszeit als Sackgasse. Die Entwicklungsarbeiten wurden somit beinahe vollständig eingestellt. Lediglich Nischenprodukte, bei denen es auf Zuverlässigkeit unter hoher mechanischer Belastung (z. B. in Gegenwart starker Vibration) ankam, konnten sich noch halten.

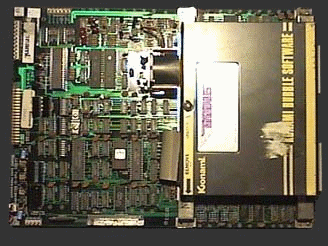
Elektronisches Speichermodul Bubble System mit Magnetblasenspeicher

Eine solche Anwendung war das Bubble System-Videospielsystem der Firma Konami, das 1984 eingeführt wurde. Es basierte auf austauschbaren Magnetblasenspeicherkassetten und einem Derivat der Z80-Konsole. Zu den erhältlichen Spielen zählten Gradius, Attack Rush/Hyper Crash/Hyper Crush und TwinBee. Das Magnetblasenspeichersystem benötigte eine etwa 20 Sekunden lange Aufwärmzeit, die auf dem Bildschirm vor dem Laden des Spiels heruntergezählt wurde, da der Speicher erst bei 30 bis 40 °C optimal betrieben werden kann. Das Magnetblasenspeichersystem erwies sich als wenig populär, und viele dafür produzierte Spiele wurden in der Folge für andere Videokonsolen mit konventionellem ROM-Speicher hergestellt.